# ГІ Гьота
«ГІ» — колишній фарерський футбольний клуб з селища Нордрагьота. Заснований у 1926 році. У січні 2008 року команда об'єдналася з клубом «Леірвік» в один клуб «Вікінгур» .

## Досягнення
- Чемпіон Фарерських островів (6) — 1983, 1986, 1993, 1994, 1995, 1996
- Володар кубка Фарерських островів (6) — 1983, 1985, 1996, 1997, 2000, 2005